# Charaxes kilimanjarica
Charaxes kilimanjarica är en fjärilsart som beskrevs av Van Someren 1967. Charaxes kilimanjarica ingår i släktet Charaxes och familjen praktfjärilar. Inga underarter finns listade i Catalogue of Life.